# Quixoticelixer
Quixoticelixer est une chanson du groupe de Funk/Rock californien Red Hot Chili Peppers, composée durant les sessions de leur septième album Californication, mais seulement parue en tant que bonus iTunes.
Le titre, qui est en fait une contraction de « quixotic » (qui renvoie au rêve, « chimérique ») et « élixir », pourrait faire référence à une potion imaginaire capable de guérir de tous les maux.